# Elsie Swinton
Pour les articles homonymes, voir Swinton.

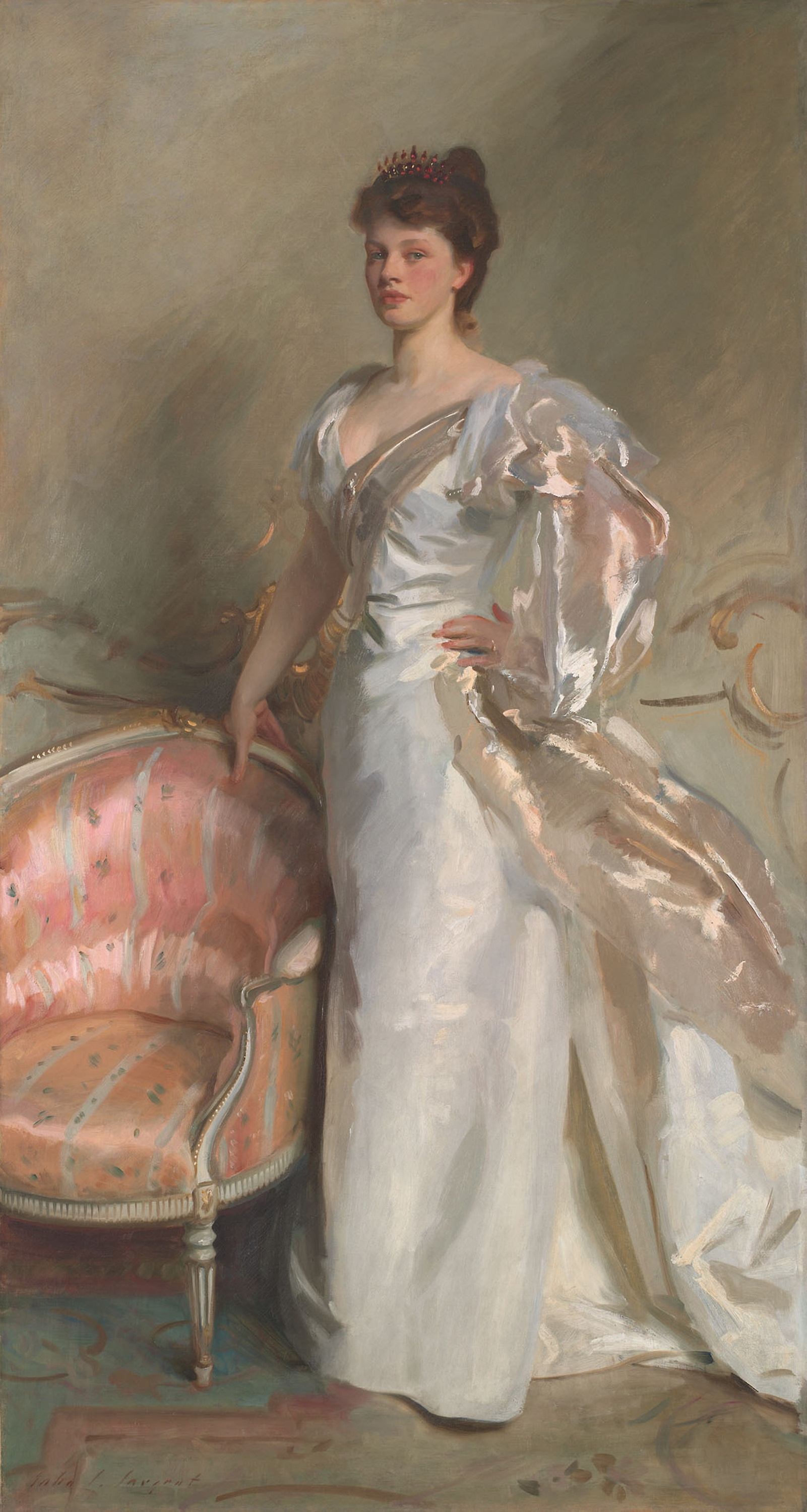
George Swinton, huile sur toile, John Singer Sargent, 1897, Art Institute of Chicago.

Elsie Swinton, née Elizabeth Ebsworth en 1874 en Angleterre et morte en 1966 dans le même pays, est une mezzo-soprano britannique.

## Biographie

### Jeunes années
Elizabeth Ebsworth naît en Angleterre en 1874, et passe son enfance en Russie.
Elle épouse George Swinton en 1895.

### Carrière
Elle débute comme chanteuse amateure mais se professionnalise dans les années 1900-1905.
En 1907, elle fait une saison en Angleterre où elle chante notamment des mélodies sur des textes français composés par Ethel Smyth. En 1908, elle joue ces mêmes mélodies le 4 juin 1908 à la salle Érard, à Paris. Elle chante aussi au Bechstein Hall en 1911.

### Descendance
Elle est l'arrière-grand-mère paternelle de l'actrice Tilda Swinton.